# 蒋思祖
蒋思祖，宋朝政治人物。
蒋思祖曾于1162年接替周极任华亭县知县一职，1165年由张昉接任。